# Icositetraedro pentagonal
El icositetraedro pentagonal es uno de los sólidos de Catalan, cuyo dual es el cubo romo y es uno de los dos sólidos de Catalan que tiene una figura isomórfica; es decir, una figura de espejo dependiendo de las series de caras que se reúnen en los vértices. Además tiene dos tipos de vértices de orden 3 según los ángulos del pentágono que se encuentren en cada uno.

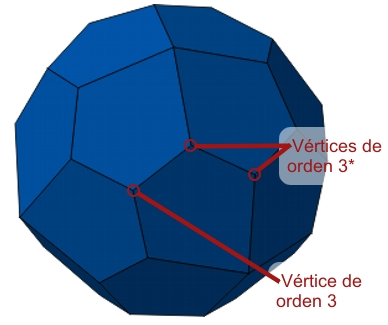
Explicación de los vértices.